# الجرنون سیمور، هفتمین دوک سامرست
الجرنون سیمور، هفتمین دوک سامرست (انگلیسی: Algernon Seymour, 7th Duke of Somerset; ۱۱ نوامبر ۱۶۸۴ – ۷ فوریهٔ ۱۷۵۰) سیاستمدار و پرسنل نظامی اهل پادشاهی انگلستان بود.